# سكينرس بتوم (كورنوال)
سكينرس بتوم (بالإنجليزية: Skinner's Bottom)‏ هي قرية تقع في المملكة المتحدة في كورنوال.